# Choi (cognome)
Choi (최?, 催, 寉, 崔, 最?) è un cognome di lingua coreana.

## Possibili trascrizioni
Ch'oe, Che, Chey, Choe, Choy, Chwe.

## Origine e diffusione
Secondo il Samguk Sagi, il clan di Gyeongju discende da Sobeoldori di Goheochon, uno dei sei villaggi unitisi a formare Silla.
Si tratta del 5º cognome per diffusione in Corea secondo i dati del Korean National Statistics Office del 2015. Conta circa 2 340 582 presenze.

## Persone
- Choi Dong-wook, meglio noto come Seven, cantante sudcoreano
- Choi Jin-ri, meglio nota come Sulli, cantante sudcoreana
- Choi Jin-sil, attrice sudcoreana